# Jordanita hispanica
Jordanita hispanica é uma espécie de insetos lepidópteros, mais especificamente de traças, pertencente à família Zygaenidae.
A autoridade científica da espécie é Alberti, tendo sido descrita no ano de 1937.
Trata-se de uma espécie presente no território português.